# UP TO YOU (MiChiのアルバム)
『UP TO YOU』（アップ・トゥー・ユー）は、2009年9月30日にソニー・ミュージックアソシエイテッドレコーズから発売されたMiChiのメジャー1枚目のアルバム（通算2枚目）。

## 概要
- 初回盤には、ミュージックビデオを5曲収録したDVDと36ページフォトブックがスペシャル三方背BOXに封入。
- MiChiはアルバムタイトルをどうするかすごく迷ったが、いろいろ考えた結果「このアルバムに入ってる曲のタイトル」からヒントを得て、『UP TO YOU』とした[1]。「考え方で世界は変わる、全てはあなた次第」という意味を込めている[2]。

## 収録曲

### CD
1. MadNesS Vol.1
2. PROMiSE
3. ChaNge the WoRLd
4. Why oh Why
5. HEy GirL
6. KiSS KiSS xxx
7. RaiN
8. Oh Oh...
  - 自身初プロデュース曲で初の自作曲。
9. Something Missing
10. One of a Kind
11. WoNDeRLaND?
12. Shibuya de Punch
  - このアルバムの中で一番新しい曲。
13. YOU
14. UP TO YOU

### DVD
1. PROMiSE（VIDEO CLIP）
2. HEy GirL（VIDEO CLIP）
3. ChaNge the WoRLd（VIDEO CLIP）
4. KiSS KiSS xxx（VIDEO CLIP）
5. YOU（VIDEO CLIP）
6. UP TO YOU

## タイアップ
| 曲名              | タイアップ                                                       |
| PROMiSE           | au「Smart Sports」CMソング                                       |
| PROMiSE           | エムティーアイ「music.jp」CMソング                               |
| PROMiSE           | テレビ埼玉「ひるたま」エンディングテーマ                         |
| PROMiSE           | CBCラジオ「ワカサギ」エンディングテーマ                          |
| ChaNge the WoRLd  | 日本テレビ系ドラマ「キイナ〜不可能犯罪捜査官〜」主題歌           |
| ChaNge the WoRLd  | エムティーアイ「music.jp」CMソング                               |
| HEy GirL          | ソニー「XB×MTV×MiChi」CMソング                                   |
| KiSS KiSS xxx     | ボルヴィック「FruitKiss」CMソング                                |
| RaiN              | NHK-BS2ドラマ「ダメージ2」エンディングテーマ                     |
| Something Missing | セガゲームス（旧：セガ）のゲーム「BAYONETTA」CMソング            |
| One of a Kind     | スバル「DEX」CMソング                                            |
| WoNDeRLaND?       | J-WAVE「WELCOME TO WONDERLAND」キャンペーンソング                |
| YOU               | レコチョク CMソング                                              |
| YOU               | 毎日放送「ラボマシーン〜おとなの社会科見学〜」エンディングテーマ |